# Maverick (phim)
Maverick là một phim điện ảnh hài Viễn Tây của Mỹ năm 1994 do Richard Donner đạo diễn và William Goldman viết kịch bản. Phim có sự tham gia của Mel Gibson trong vai Bret Maverick, một người chơi bài kiêm nhà kỹ nghệ lừa đảo thu thập tiền để tham dự một giải đấu poker có lượng tiền thưởng lớn. Anh gia nhập cuộc phiêu lưu của mình cùng với Annabelle Bransford (Jodie Foster), một nhà kỹ nghệ lừa đảo khác và người luật sư Marshall Zane Cooper (James Garner). Phim còn có sự góp mặt của dàn diễn viên phụ Graham Greene, James Coburn, Alfred Molina và một lượng lớn vai khách mời của các diễn viên điện ảnh viễn Tây, những ngôi sao ca nhạc đồng quê và nhiều diễn viên khác. Phim đã gặt hái sự tán dương từ giới phê bình cũng như thành công về phòng vé với doanh thu 183 triệu USD toàn cầu, ngoài ra còn nhận một đề cử Oscar cho thiết kế phục trang đẹp nhất.

## Cốt truyện
Ở phía Tây của Mỹ, con bạc Bret Maverick (Mel Gibson) đang trên đường tham dự một giải rút nắm lá từ bài poker, tổ chức trên con tàu hơi nước Lauren Belle. Maverick muốn chứng tỏ anh là người chơi bài giỏi nhất lúc bấy giờ. Thiếu $3,000 USD để đủ lệ phí $25,000 USD tham dự giải, Maverick đến thị trấn Crystal River, định thu thập khoản nợ và giành được tiền trong các trận đấu bài. Trong một trận poker ngẫu hứng, anh gặp một con bạc cáu bẩn Angel (Alfred Molina), nữ kỹ nghệ lừa đảo trẻ Annabelle Bransford (Jodie Foster) và luật sư Marshal Zane Cooper (James Garner).

## Diễn viên

### Vai chính
- Mel Gibson vai Bret Maverick
- Jodie Foster vai Annabelle Bransford
- James Garner vai Marshal Zane Cooper
- Graham Greene vai Joseph
- Alfred Molina vai Angel
- James Coburn vai Đại tá Duvall
- Geoffrey Lewis vai Matthew Wicker
- Paul L. Smith vai The Archduke
- Max Perlich vai Johnny Hardin

### Vai khách mời
Trong phim có rất nhiều vai khách mời từ các diễn viên phim Viễn Tây - những người từng hợp tác với Donner, Gibson, Foster hay Garner và một số người nổi tiếng như:
- Danny Glover (không ghi chú), Hal Ketchum và Corey Feldman vai những kẻ cướp
- Read Morgan và Steve Kahan vai những người chia bà
- Dub Taylor vai nhân viên phòng trong trận khai mạc.[3]
- Art LaFleur và Leo Gordon vai những người chơi poker trong trận đầu tiên của Maverick
- Paul Brinegar vai người cưỡi xe ngựa
- Denver Pyle vai người chơi bài già gian lận.[3]
- Robert Fuller, Doug McClure, Henry Darrow, William Smith và Charles Dierkop vai những người chơi poker trên tàu.
- Dan Hedaya vai Twitchy, một người chơi poker khác trên tàu
- William Marshall vai một người chơi poker bị Angel đánh bại
- Dennis Fimple vai Stuttering, một người chơi poker bị Đại tá đánh bại
- Bert Remsen vai một con bạc trẻ chơi trên tàu bị Maverick đánh bại.[3]
- Margot Kidder vai một nữ nhà truyền giáo Margaret Mary trong một cảnh bị cắt.[4]

## Sản xuất

### Phát triển
Trong Five Screenplays with Essays, Goldman miêu tả phiên bản gốc của kịch bản phim, trong đó Maverick giải thích rằng anh có một phép thần diệu khi anh gọi một lá ra khỏi bộ bài. Mặc dù anh không thể thực hiện thành công, một thầy tu mà Maverick từng biểu diễn cho xem cho biết rằng thực sự có một phép màu trong anh. Cảnh quay này có Linda Hunt thủ vai thầy tu nhưng sau đó đoàn làm phim thấy đoạn đó không phù hợp với phần nội dung phim còn lại và quyết định cắt bỏ nó khỏi bản chiếu rạp.

### Quay phim
Các phân cảnh phim được quay tại hồ Powell và Warm Creek ở Utah. Những địa điểm quay khác bao gồm Lee's Ferry và Marble Canyon tại Arizona, Lone Pine, Manzanar và Big Pine tại California và Hẻm núi sông Columbia tại Oregon.

### Phương tiện

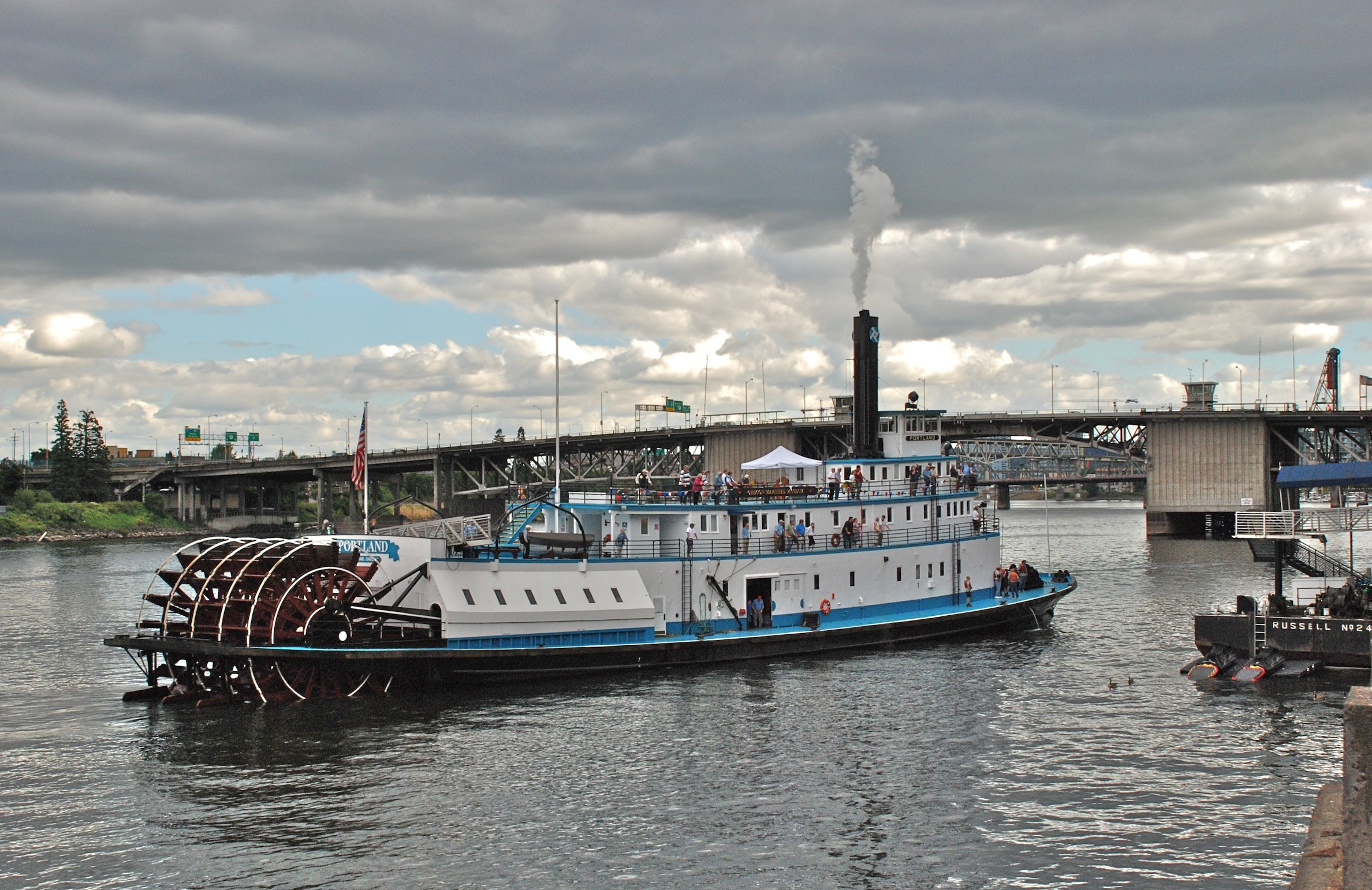
Tàu Portland được chế tác thành con tàu hơi nước Lauren Belle trong phim.

Chiếc tàu hơi nước sử dụng trong phim có tên gọi là Lauren Belle, với nguyên mẫu thực là Portland, con tàu kéo bánh lái cuối cùng ở Hoa Kỳ, tại thời điểm đó nó thuộc quyền sở hữu của Bảo tàng hàng hải Oregon ở Portland. Trong vài tuần, chiếc thuyền được tân trang lại để thay đổi diện mạo của nó thành một con tàu đánh bạc mang phong cách Mississippi, bao gồm cả việc lắp thêm hai ống khói trang trí. Vào tháng 8 năm 1993, đoàn làm phim đã đề nghị cho phép được quay những cảnh phim của con tàu dọc theo sông Columbia tại bang Washington. Khói nhân tạo bốc lên từ ống khói của thuyền bị coi là vi phạm luật chất lượng không khí tại Washington và Oregon; vì vậy đoàn làm phim đã đề nghị sự chấp thuận từ chính quyền cho những phân cảnh này trước ngày khởi quay của họ dự kiến vào tháng 9 năm 1993.

### Nhạc phim
Nhạc phim có ba đĩa đơn, gồm "Renegades, Rebels and Rogues" của Tracy Lawrence, "A Good Run of Bad Luck" của Clint Black (bài hát cũng xuất hiện trong album No Time to Kill của ông) và "Something Already Gone" của Carlene Carter. Nằm trong album còn có một bản "Amazing Grace" do dàn diễn viên biểu diễn, tất cả tiền bản quyền đều được quyên góp cho Quỹ Khoa nhi AIDS của Elizabeth Glaser.